# Pieter-Diederik Boeteman
Pieter-Diederik Boeteman est un imprimeur néerlandais actif à Amsterdam au XVIIe siècle.
Il fait imprimer les œuvres de la mystique Antoinette Bourignon, de l'historien italien Gregorio Leti, des pamphlétaires Nicolas Gueudeville et Johannes Duijkerius, ou encore de l'astronome néerlandais Pieter Maasz Smit et du poète Jacob Steendam, ainsi que les compositions de nombreux musiciens comme Hendrik Goudsteen.
La parution des œuvres de Johannes Duijkerius inspirées du spinozisme matérialiste néerlandais en opposition avec la doctrine de l'Amor intellectualis Dei entraînera l'emprisonnement et le bannissement de l'éditeur Aart Wolsgrijn durant huit années. Les œuvres publiées de l'historien italien Gregorio Leti ont été inscrites à l'Index librorum prohibitorum par le Vatican.
À sa mort, sa veuve reprend son imprimerie à Amsterdam.

## Publications
- Gregorio Leti, Critica storica, politica, morale, economica e comica su le lotterie antiche e moderne, (1697).
- Nicolas Gueudeville, Dialogues de M. le Baron de Lahontan et d'un Sauvage dans l'Amérique, (1704).
- Johannes Duijkerius, La Vie du séducteur de Kakotegnus et La Conduite et le nom de l'auteur de Philopater, (1691-1697).
- Pieter Maasz Smit, Cosmographia of Verdeelinge van de geheele wereld, als mede het maken van de hemelsche en aardsche globe (1698)